# Lars Lienhard
Lars Lienhard (* 1971) ist ein deutscher Trainer, Autor und Entwickler des Neuroathletiktrainings.

## Leben
Lienhard war in seiner Jugend selbst als Leichtathlet beim Troisdorfer LG aktiv. Seit Jahren trainiert er Weltklasseathleten verschiedenster Sportarten und optimiert ihre Bewegungssteuerung durch neurozentrierte Interventionen. Bei der Fußballweltmeisterschaft 2014 in Brasilien gehörte er zum Betreuerteam der deutschen Nationalmannschaft. 2016 begleitete er die deutschen Leichtathleten zu den olympischen Sommerspielen nach Rio de Janeiro.

## Neuroathletiktraining (NAT)
Lienhard betrachtet Sport als ein Lösen von Anforderungen, die der Sport an die bewegungssteuernden Systeme des zentralen und peripheren Nervensystem eines Sportlers stellt. Dabei adressiert er neuronale Anforderungsprofile der jeweiligen Sportart, Position und Bewegung.
Dieser neurozentrierte Ansatz basiert auf den Arbeiten von Eric Cobb, Lienhard arbeitet damit seit 2010 und gab diesem Training 2014 den Namen Neuroathletik beziehungsweise Neuroathletiktraining (NAT). Der Begriff Neuroathletiktraining ist nicht geschützt und wird inzwischen auch von anderen verwendet.
NAT wird auch in der Verletzungsprophylaxe und der Rehabilitation eingesetzt.

## Veröffentlichungen (Auswahl)
- 2019: Training beginnt im Gehirn: mit Neuroathletik die sportliche Leistung verbessern. riva Verlag, München 2019, ISBN 978-3-7423-0762-0.
- 2020: Neuronale Heilung: mit einfachen Übungen den Vagusnerv aktivieren - gegen Stress, Depressionen, Ängste, Schmerzen und Verdauungsprobleme. riva Verlag, München 2020, ISBN 978-3-7423-1134-4 (gemeinsam mit Ulla Schmid-Fetzer, Eric Cobb).
- 2020: Kraft beginnt im Gehirn: mit Neuroathletik die Kraftentfaltung maximieren. riva Verlag, München 2020, ISBN 978-3-7423-1135-1.